# Отбивная по-милански

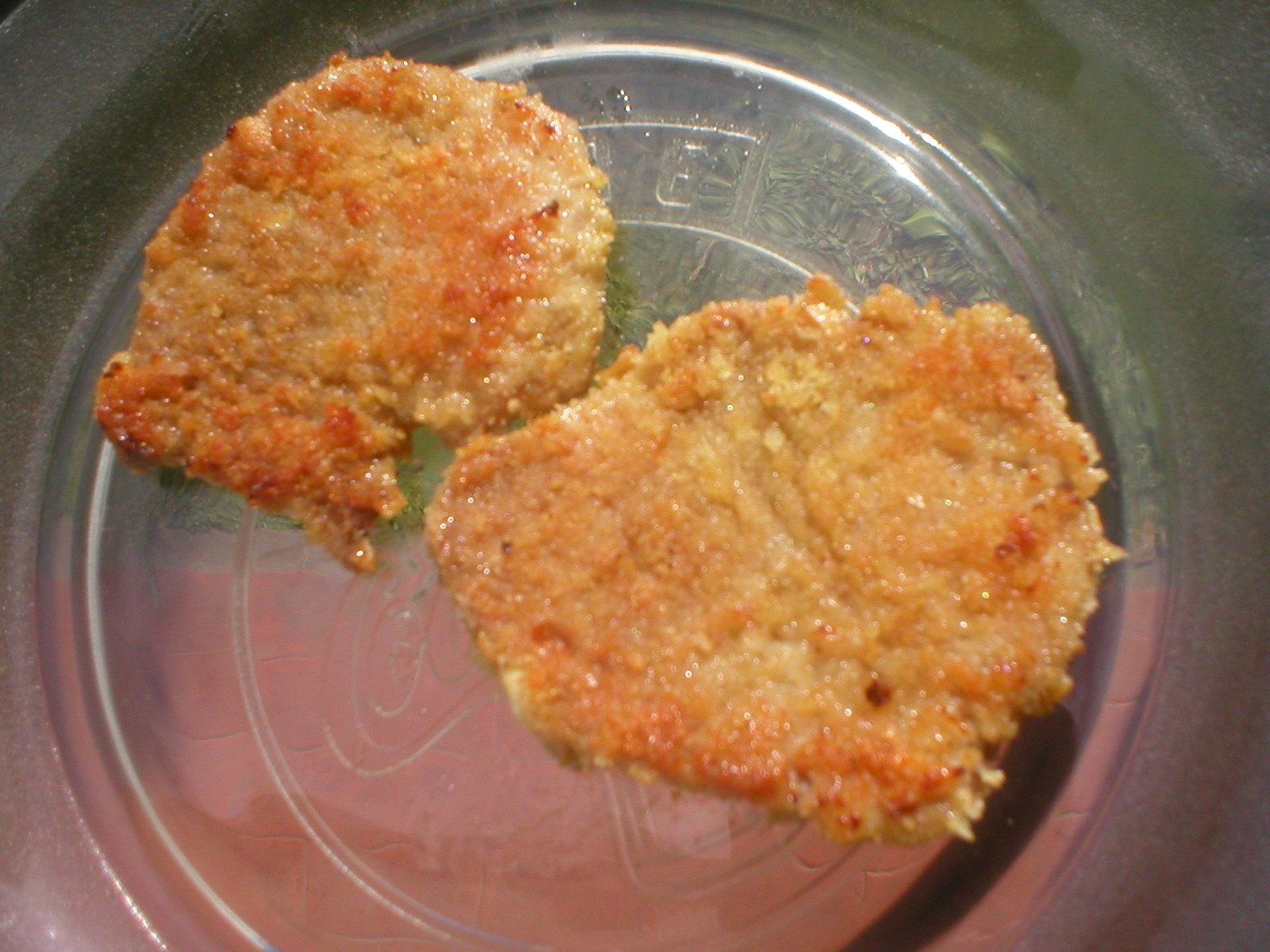
Домашняя отбивная по-милански

Отбивна́я по-мила́нски (итал. Cotoletta alla milanese, ломб. Custuleta a la milanesa) — мясное блюдо миланской кухни, получившее широкое распространение в таких странах Латинской Америки, как Аргентина, Боливия, Бразилия, Чили, Парагвай, Перу и Уругвай (менее популярно в Мексике, где обжаренное в панировке из сухарей мясное филе известно под названием milanesa). В Португалии говяжья отбивная называется порт. bife à milanesa, а отбивная из куриного мяса называется порт. frango à milanesa. По красивой, но не обоснованной версии, от отбивной по-милански произошёл венский шницель.
Отбивная по-милански готовится из тонких ломтиков говядины, а иногда — курятины или телятины (отсюда английское название Veal Milanese). Каждый ломтик погружается во взбитые яйца, приправляется солью и другими приправами, например, петрушкой и чесноком. Каждый ломтик затем обваливают в панировочных сухарях (или в муке) и жарят в масле по одному за раз. Некоторые повара предпочитают использовать очень мало масла, а затем запечь куски мяса в духовке.

## Разновидности

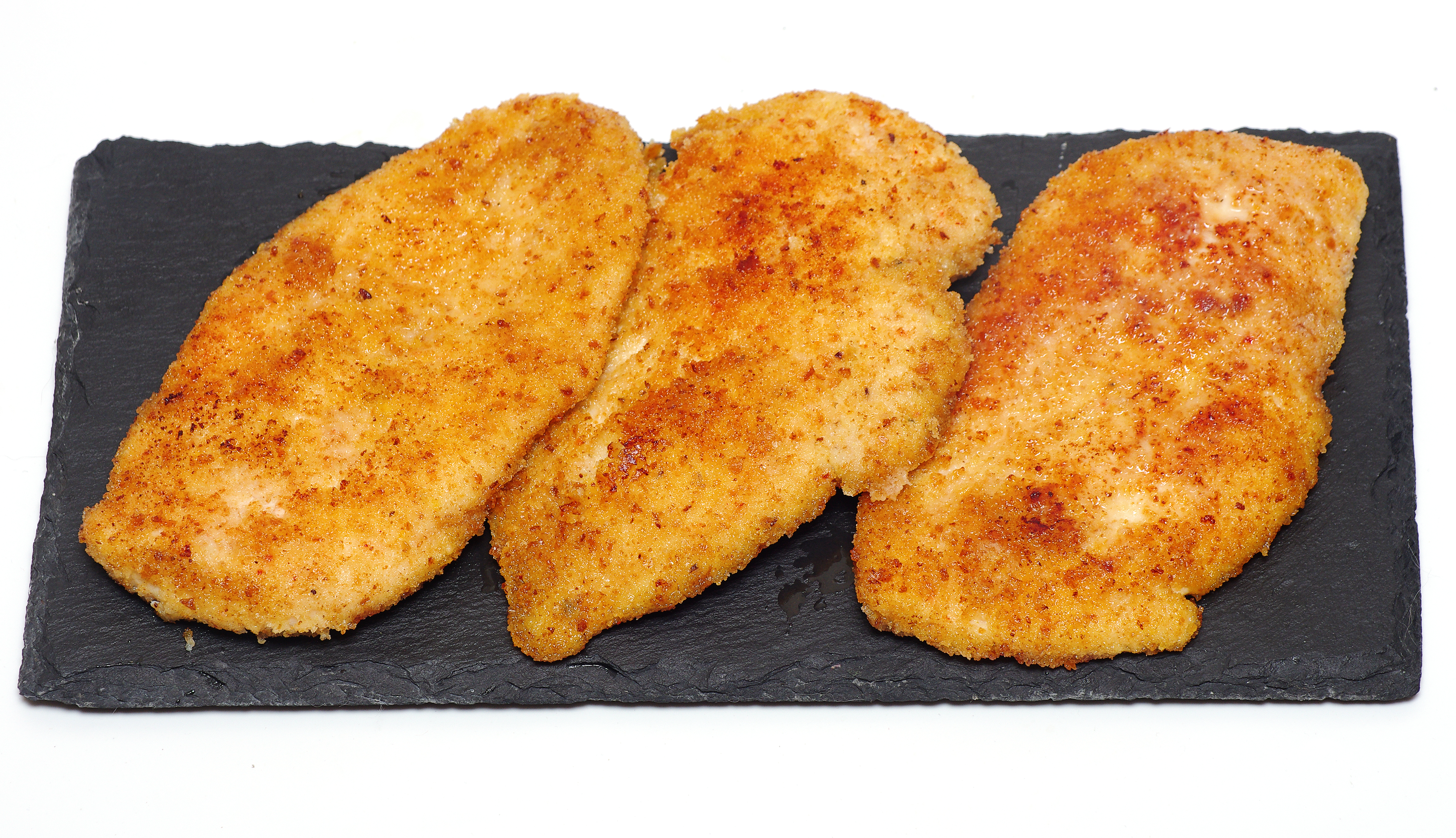
Отбивная по-милански из курицы

В Аргентине, Боливии, Парагвае и Уругвае отбивные по-милански часто подают с жареным картофелем или картофельным пюре, это блюдо называется исп. milanesa con papas или исп. milanesa con puré. Они часто используются в качестве начинки для сэндвича с салатом. Лимонный сок также широко используется в качестве приправы. Их низкая стоимость и простота приготовления сделали отбивные по-милански популярной едой.

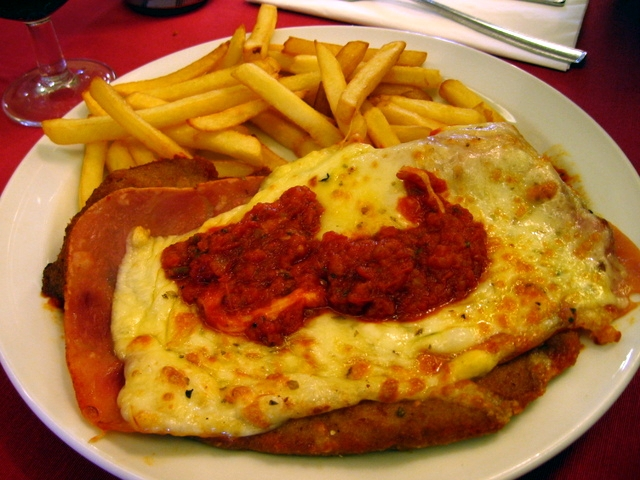
«Milanesa a la napolitana» с картофелем фри

Отбивная по-милански с томатной пастой, моцареллой, а иногда и ветчиной называется итал. «La Milanesa Napolitana». Любопытно, что слово итал. «Napolitan» имеет здесь происхождение не такое, как, к примеру, у пиццы по-неаполитански (итал. Pizza Neapolitana): оно связано с тем, что блюдо по этому рецепту впервые было приготовлено и начало подаваться в пиццерии «Наполи» (итал. Pizzeria Napoli), принадлежавшей Хосе Наполи в 1930-х годах.
Чилийский вариант отбивной по-милански называется Milanesa Kaiser или Escalopa.
В Мексике и на юге США отбивную по-милански едят в некоторых регионах, зачастую в виде торты (исп. torta) — сэндвича из мексиканского хлеба болийо или телера. На севере Мексики, в штатах Нижняя Калифорния, Сонора, Синалоа, Чиуауа, благодаря американскому влиянию к нему добавляют салат, помидоры и майонез, как в традиционный сендвич. В этих штатах отбивная по-милански также популярна и как основное блюдо. Milanesa Napolitana Memela готовится из толстой тортильи с отбивной сверху, с ветчиной, томатным соусом и тёртым сыром. В Мексике под milanesa обычно понимается способ приготовления любого вида мяса, которое тонко нарезано, обваляно в сухарях и поджарено.
В северном штате Нуэво-Леон, возможно, из-за влияния немецких и чешских иммигрантов блюдо, называющееся milanesa, пользуется большой популярностью и само по себе стоит особняком в качестве основного блюда в большинстве ресторанов. Как правило, подается с картофелем фри, жареными бобами, рисом и салатом-латуком.